# Фортуна Сіттард (стадіон)
«Фортуна Сіттард» (нід. Fortuna Sittard Stadion) — футбольний стадіон в Сіттарді, Нідерланди, домашня арена однойменного футбольного клубу.
Стадіон побудований та відкритий 1999 року після капітальної реконструкції. У 2013 році розширений.

## Матчі національних збірних
| #  | Дата           | Матч                        | Результат | Турнір           |
| -- | -------------- | --------------------------- | --------- | ---------------- |
| 1. | 11 травня 2006 | Саудівська Аравія — Бельгія | 1 — 2     | Товариський матч |
| 2. | 2 червня 2006  | Ангола — Туреччина          | 2 — 3     | Товариський матч |